# 1925 год в литературе

## Премии

### Международные
- Нобелевская премия по литературе — Джордж Бернард Шоу, «За творчество, отмеченное идеализмом и гуманизмом, за искромётную сатиру, которая часто сочетается с исключительной поэтической красотой».

### Франция
- Гонкуровская премия — Морис Женевуа, «Раболио».
- Премия Фемина — Жозеф Дельтей, Jeanne d’Arc.

## Книги
- «Бармалей» — стихотворная сказка Корнея Чуковского.
- «Крысолов» — поэма Марины Цветаевой.
- «Мятеж» — произведение Дмитрия Фурманова.
- «Преподобный Сергий Радонежский» — произведение Бориса Зайцева.

### Романы
- «Американская трагедия» — роман Теодора Драйзера.
- «Великий Гэтсби» — роман Фрэнсиса Скотта Фицджеральда.
- «Дело Артамоновых» — роман Максима Горького.
- «Голова профессора Доуэля» — роман Александра Беляева.
- «Миссис Дэллоуэй» — роман Вирджинии Вулф.
- «Тайна замка Чимниз» — роман Агаты Кристи.
- «Творение» — роман Фридриха Вольфа.
- «Фальшивомонетчики» — роман Андре Жида.
- «Цемент» — роман русского советского писателя Федора Гладкова (первая публикация, написан в 1922–24).

### Повести
- «Дело корнета Елагина» — повесть Ивана Бунина.
- «Собачье сердце» — повесть Михаила Булгакова.
- «Штемпель: Москва» — повесть в очерках Сигизмунда Кржижановского.

### Малая проза
- «2000» — очерк Сигизмунда Кржижановского.
- «Донские рассказы» — цикл рассказов Михаила Шолохова (первая публикация).
- «Коллекция секунд» — очерк Сигизмунда Кржижановского.
- «Поезд на юг» — рассказ Александра Малышкина.
- «Праздник с сифилисом» — рассказ Михаила Булгакова.
- «Рассказы 1922—1924 годов» — цикл рассказов Максима Горького.
- «Солнечный удар» — рассказ Ивана Бунина.
- «Храм» — рассказ Говарда Лавкрафта. (год публикации)

### Пьесы
- «Дни Турбиных» — пьеса Михаила Булгакова.
- «Зойкина квартира» — пьеса Михаила Булгакова.
- «Мандат» — пьеса Николая Эрдмана.

## Родились
- 1 января — Густаво Эгурен, кубинский писатель (умер в 2010).
- 7 января — Джеральд Даррелл, английский учёный-зоолог, писатель-анималист (умер в 1995).
- 9 января — Абдельхамид Бенхедуга, алжирский писатель, драматург, журналист (умер в 1996).
- 10 января — Николай Васильевич Ыдарай, чувашский и советский писатель, поэт (умер в 2005).
- 11 января — Свобода Бычварова, болгарская писательница и сценарист (умерла в 2012).
- 14 января — Юкио Мисима, выдающийся японский писатель послевоенного периода (умер в 1970).
- 12 марта — Гарри Гаррисон, известный американский писатель-фантаст (умер в 2012 году).
- 15 мая — Владимир Иванович Фёдоров, писатель, поэт и драматург (умер в 1998).
- 28 августа — Аркадий Натанович Стругацкий, советский писатель-фантаст (умер в 1991).
- 11 октября — Йон Миранде, баскский писатель и переводчик (умер в 1972).
- 27 октября — Ромулус Бербулеску, румынский писатель-фантаст (умер в 2010).
- 15 ноября — Юлий Маркович Даниэль, советский поэт, диссидент (умер в 1988).
- 25 декабря — одна из вероятных дат рождения Карлоса Кастанеды, американского писателя и мистика (умер в 1998).
- 31 декабря — Шрилал Шукла, индийский писатель на хинди (умер в 2011).

### Без точной даты
- Делия Фиальо, латиноамериканская писательница и сценаристка (Топаз, Кассандра, Мариелена, Гваделупе (1994), Мне не жить без тебя, Привилегия любить, Лус Мария, Живу ради Елены, Розалинда, Чертёнок, Ночная Мариана, Осторожно с ангелом и т.п).

## Умерли
- 2 февраля — Прохор Григорьевич Горохов, русский поэт-самоучка (родился в 1869).
- 12 марта — Аркадий Тимофеевич Аверченко, русский писатель-сатирик и юморист (родился в 1881).
- 30 марта — Рудольф Штейнер (Rudolf Steiner), немецкий философ-мистик, писатель (родился в 1861).
- 15 апреля — Артур Цапп, немецкий писатель, драматург (родился в 1852).
- 21 апреля — Ольга Алексеевна Новикова (урождённая Киреева), русская писательница, переводчица, активистка Союза русского народа и Русской монархической партии (род. 1840).
- 12 мая — Нестор Александрович Котляревский, русский историк литературы, литературный критик, публицист (родился в 1863).
- 26 сентября — Ола Гансон, шведский беллетрист и историк литературы (родился в 1860).
- 5 декабря — Владислав Реймонт (Władysław Stanisław Reymont), польский писатель, лауреат Нобелевской премии по литературе (1924 года (родился в 1867).
- 28 декабря — Сергей Александрович Есенин, русский поэт (родился в 1895).

### Без точной даты
- Роман Майорга Ривас, сальвадорский поэт, журналист (родился в 1862).
- Христо Ясенов, болгарский поэт (родился в 1889).